# Cirolana carinata
Cirolana carinata là một loài chân đều trong họ Cirolanidae. Loài này được Yu & Li miêu tả khoa học năm 2001.